# 道の駅なかがわ
道の駅なかがわ（みちのえき なかがわ）は、北海道中川郡中川町にある国道40号の道の駅。

## 主な施設
- 駐車場
  - 普通車：40台
  - 大型車：10台
  - 身障者用：2台
- トイレ（いずれも24時間利用可能）
  - 男：大 2器、小 5器
  - 女：7器
  - 身障者用：1器
- 公衆電話：1台
- テイクアウトコーナー
- 物産コーナー
- レストラン ※営業時間：11:00 - 14:00

## 休館日
- 年末年始（12月30日 - 1月4日）

## アクセス
- 国道40号

## 周辺
- 天塩川
- 中川町役場
- 天塩中川駅
- ぽんぴら温泉
- 北海道立総合研究機構林業試験場道北支場[1]